# Лаучан
Лаучан — потухший вулкан на полуострове Камчатка, Россия.
Расположен в Быстринском районе Камчатского края.
Данный вулкан относится к Иченскому вулканическому району Срединного вулканического пояса. Он находится в истоках рек Сопочная и Алестар.
Форма вулкана представляет собой сильно эродированную щитообразную постройку. В географическом плане вулканическая постройка близка к окружности с диаметром 6 км, площадью в 36 км². Объём изверженного материала ~25 км³. Абсолютная высота — 1546 м, относительная — 500 м.
Вулканическая постройка эродирована радиально расположенными крупными карами, переходящими в троговые долины. Состав продуктов извержений представлен андезитами.
Деятельность вулкана относится к древнечетвертичному периоду.